# Gammaglobulin

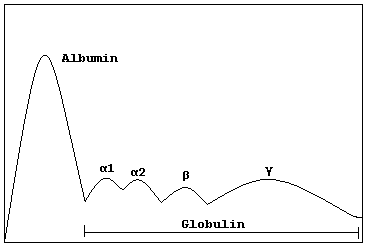
Schematisk representation av en protein-elektroforesgel

Gammaglobuliner är en klass av globuliner, identifierad av deras position efter serumprotein elektrofores.   De mest signifikanta gammaglobulinerna är immunoglobuliner ("Igs"), mer känt som antikroppar, dock är en del Igs inte gammaglobuliner, och en del gammaglobuliner är inte Igs.
Injektion med gammaglobulin ges vanligen för att temporärt försöka förstärka en patients immunitet mot sjukdom.